# Andrzej Wypych
Andrzej Piotr Wypych (ur. 5 grudnia 1954 w Kazimierzy Wielkiej) – polski biskup rzymskokatolicki pracujący w Stanach Zjednoczonych, biskup pomocniczy Chicago w latach 2011–2023.

## Życiorys
Święceń kapłańskich udzielił mu 29 kwietnia 1979 arcybiskup Franciszek Macharski. Został inkardynowany do archidiecezji krakowskiej i przez kilka lat pracował jako wikariusz – początkowo w parafii św. Szymona i Judy Tadeusza w Kozach, a w latach 1981–1983 w parafii św. Marcina w Jawiszowicach. W 1983 rozpoczął pracę w parafiach archidiecezji Chicago, do której został inkardynowany w 1989. W 2009 został dziekanem dekanatu IV-D.
13 czerwca 2011 papież Benedykt XVI mianował go biskupem pomocniczym archidiecezji Chicago i biskupem tytularnym Naraggary. Sakry biskupiej udzielił mu 10 sierpnia 2011 kardynał Francis George.
19 września 2023 papież Franciszek przyjął jego rezygnację z funkcji biskupa pomocniczego Chicago.

## Odznaczenia
- Medal „Milito Pro Christo” – 2015[2]
- Złoty Krzyż Zasługi (2023)[3]